# Varvsflugor
Varvsflugor (Lymexylidae) är en liten familj i insektsordningen skalbaggar. De fullbildade skalbaggarna har en långsträckt kroppsform, korta antenner och mjuka täckvingar. De ingående arterna uppvisar könsdiformism, det vill säga hanar och honor har olika utseende. Hanarna kännetecknas även av förekomsten av ett speciellt buskformigt bihang på palperna. Som larver lever varvsflugorna i gångar under barken på döda eller döende träd och livnär sig på svampmycel. 
I Sverige förekommer två arter, den sällsynta  skeppsvarvsflugan (Lymexylon navale) och bredhalsad varvsfluga (Hylecoetus dermestoides).